# Tindersticks (album 1995)
Tindersticks (anche indicato come Tindersticks II o The Second Tindersticks Album per distinguerlo dal primo album) è il secondo album in studio del gruppo musicale britannico Tindersticks, pubblicato nel 1995.

## Tracce
1. El Diablo en el Ojo – 3:32
2. A Night In – 6:25
3. My Sister – 8:11
4. Tiny Tears – 5:45
5. Snowy in F♯ Minor – 2:28
6. Seaweed – 5:14
7. Vertrauen II – 3:19
8. Talk to Me – 5:00
9. No More Affairs – 3:49
10. Singing – 0:57
11. Travelling Light – 4:51
12. Cherry Blossoms – 4:19
13. She's Gone – 3:29
14. Mistakes – 5:44
15. Vertrauen III – 2:20
16. Sleepy Song – 4:37